# 金鵄

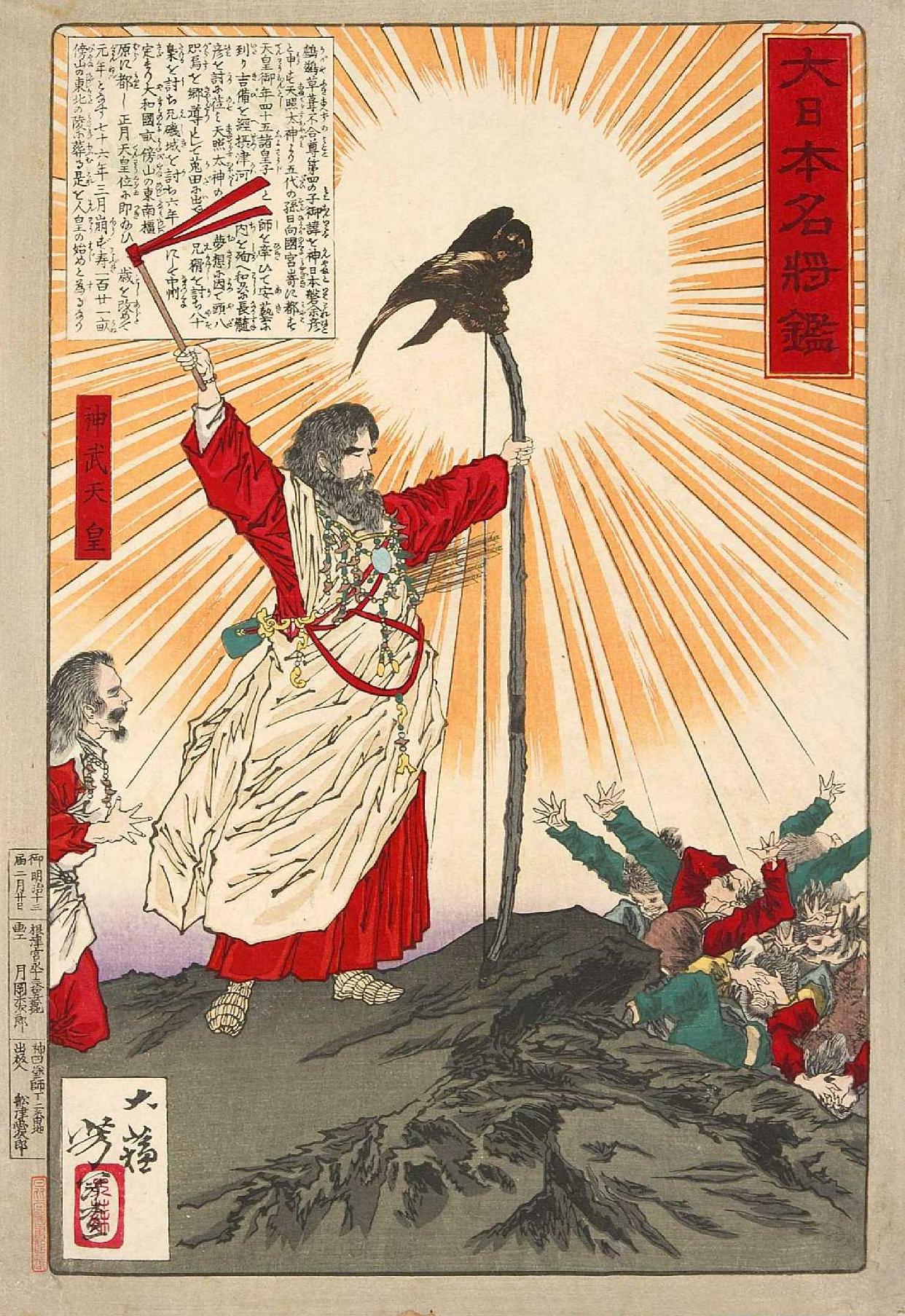
月岡芳年『大日本名将鑑』より「神武天皇」。神武天皇の弓の先に止まった金鵄が光を放ち、長髄彦軍の兵の目をくらませている。

金鵄（きんし）は、『日本書紀』に登場し、神武天皇による日本建国を導いた金色の鵄。

## 概要
『日本書紀』の記述では、東征を進める彦火火出見（後の神武天皇）が長髄彦と戦っている際に、金色の霊鵄が天皇の弓に止まると、その体から発する光で長髄彦の軍兵たちの目がくらみ、東征軍が勝利することができたとされる。この霊鵄を指して「金鵄」と呼ぶ。
ただし、『古事記』に金鵄は登場せず、神武東征の際に熊野から大和へ東征軍を道案内した八咫烏と混同、あるいは同視されることが多い。金鵄と八咫烏が同一であるか、それとも別の存在であるかはっきりしないが、いずれにしろ日本建国に関わった霊鳥として、吉事や勝利あるいは建国の代名詞として使われ、特に大日本帝国時代には金鵄勲章をはじめ、意匠や名称が多方面で採用された。
また、平安時代から存続する賀茂神社においては、金鵄および八咫烏ともに、賀茂建角身命の化身とされており、この二つを合わせて「金鵄八咫烏」と呼び祀っている。

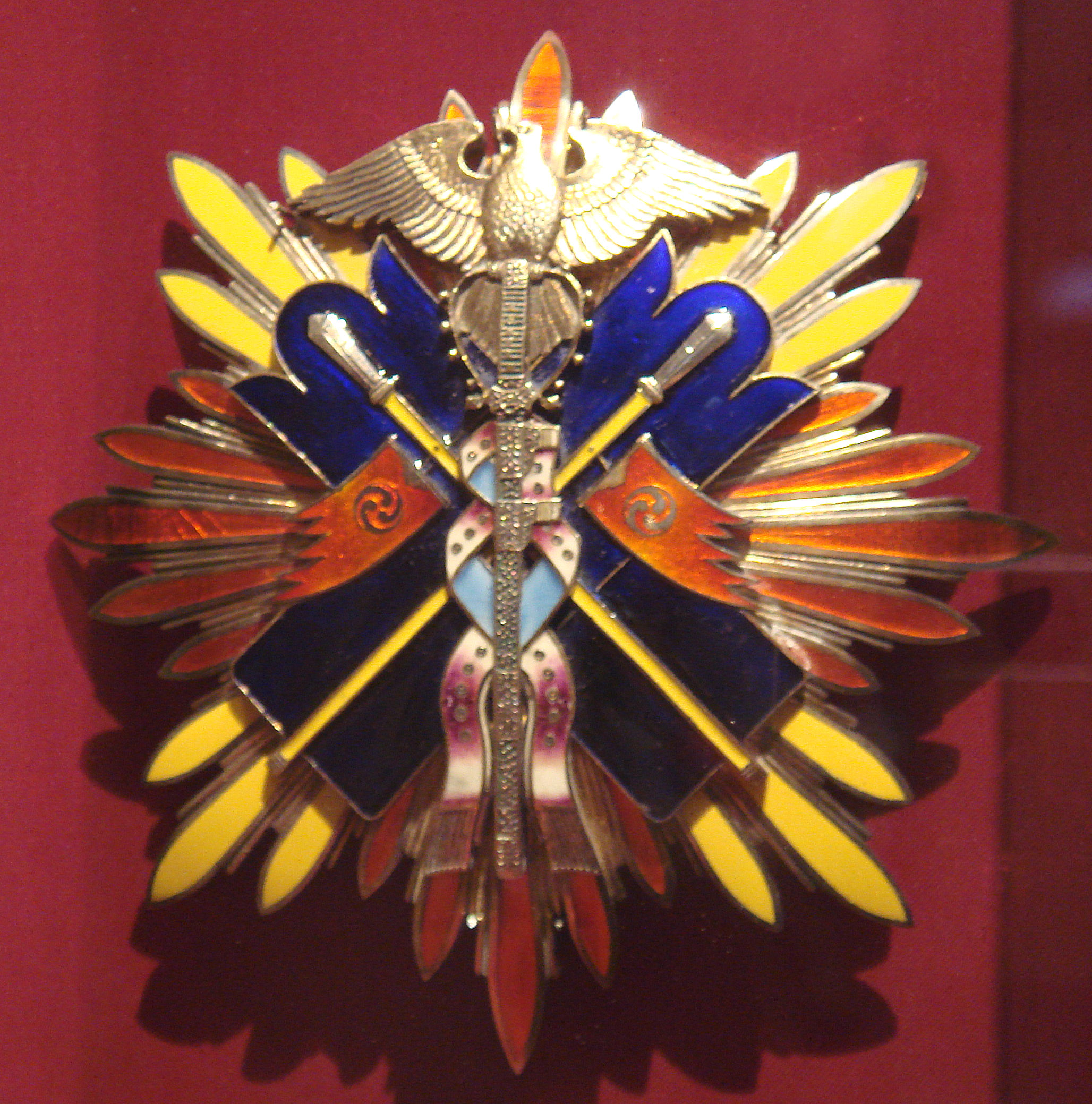
金鵄勲章の功一級副章および功二級正章
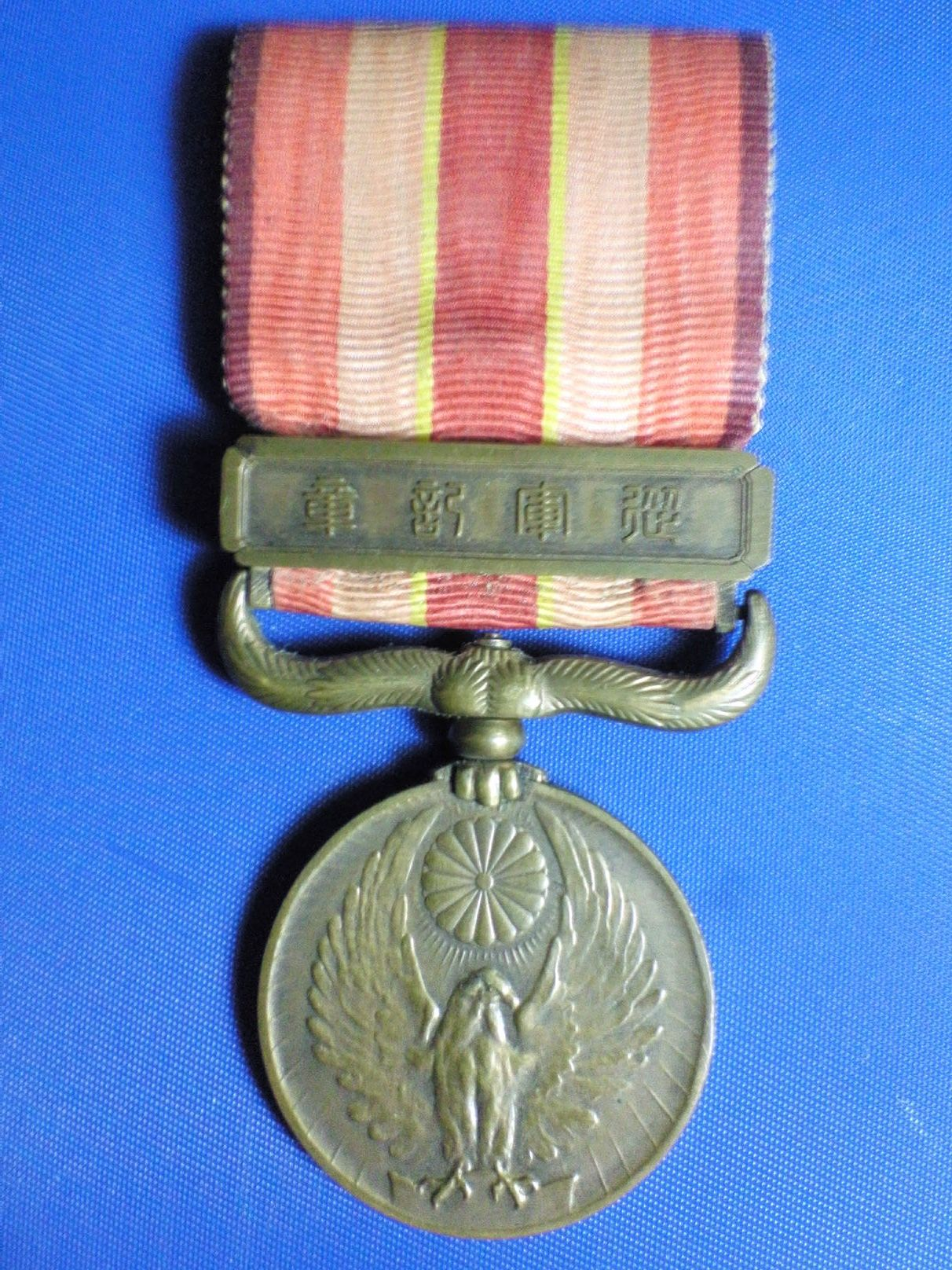
昭和六年乃至九年事変従軍記章（表面）
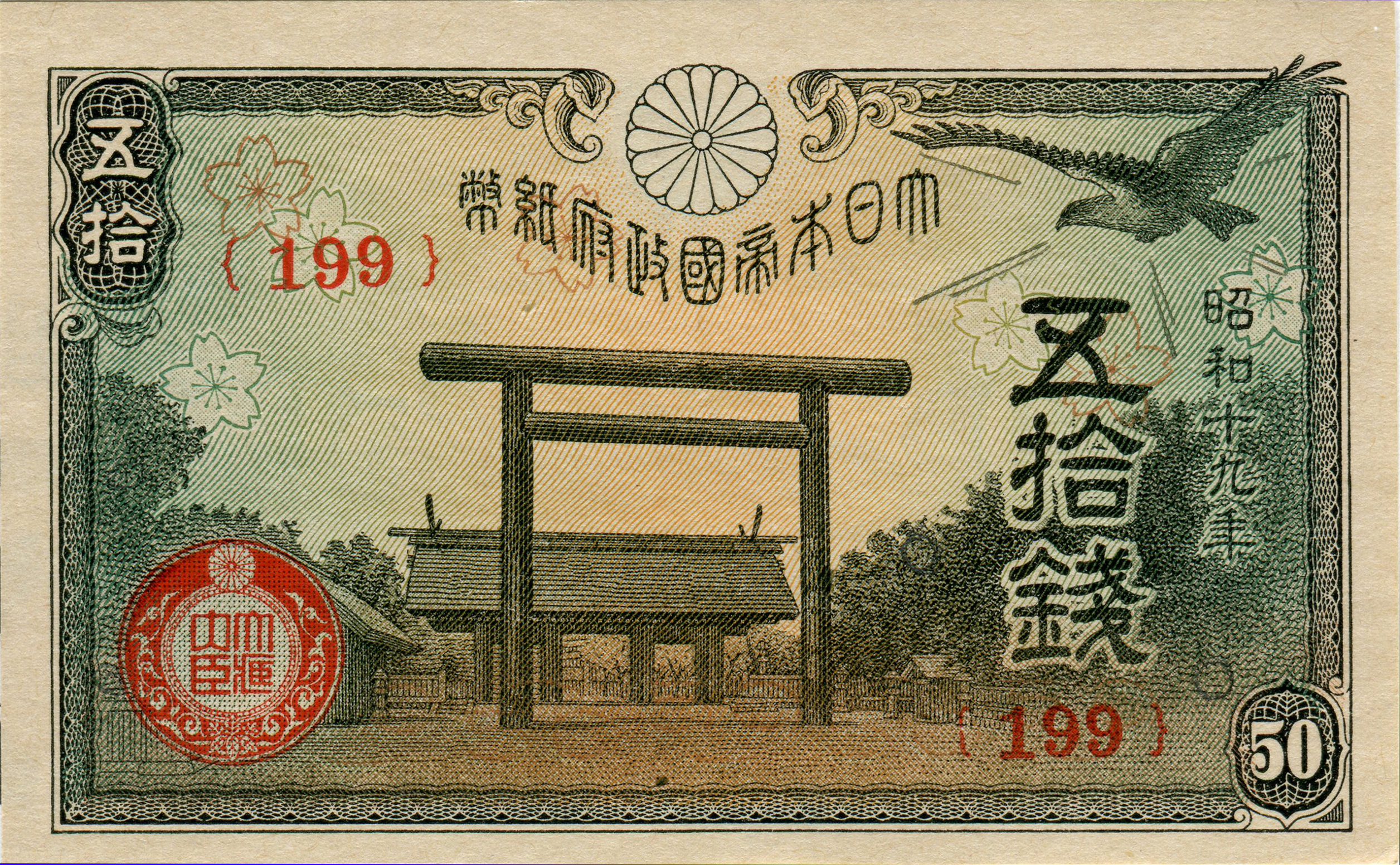
大日本帝国政府50銭紙幣。靖国神社と金鵄と桜花
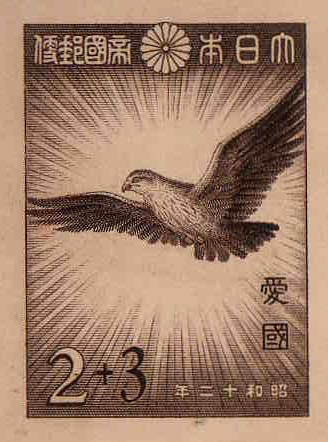
1937年発行の葉書料面に描かれた金鵄
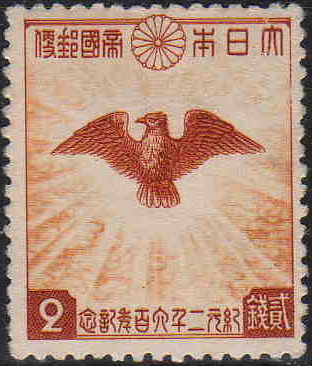
紀元二千六百年を記念して1940年に発行された2銭切手に描かれた金鵄

## 霊鵄形大錦旛

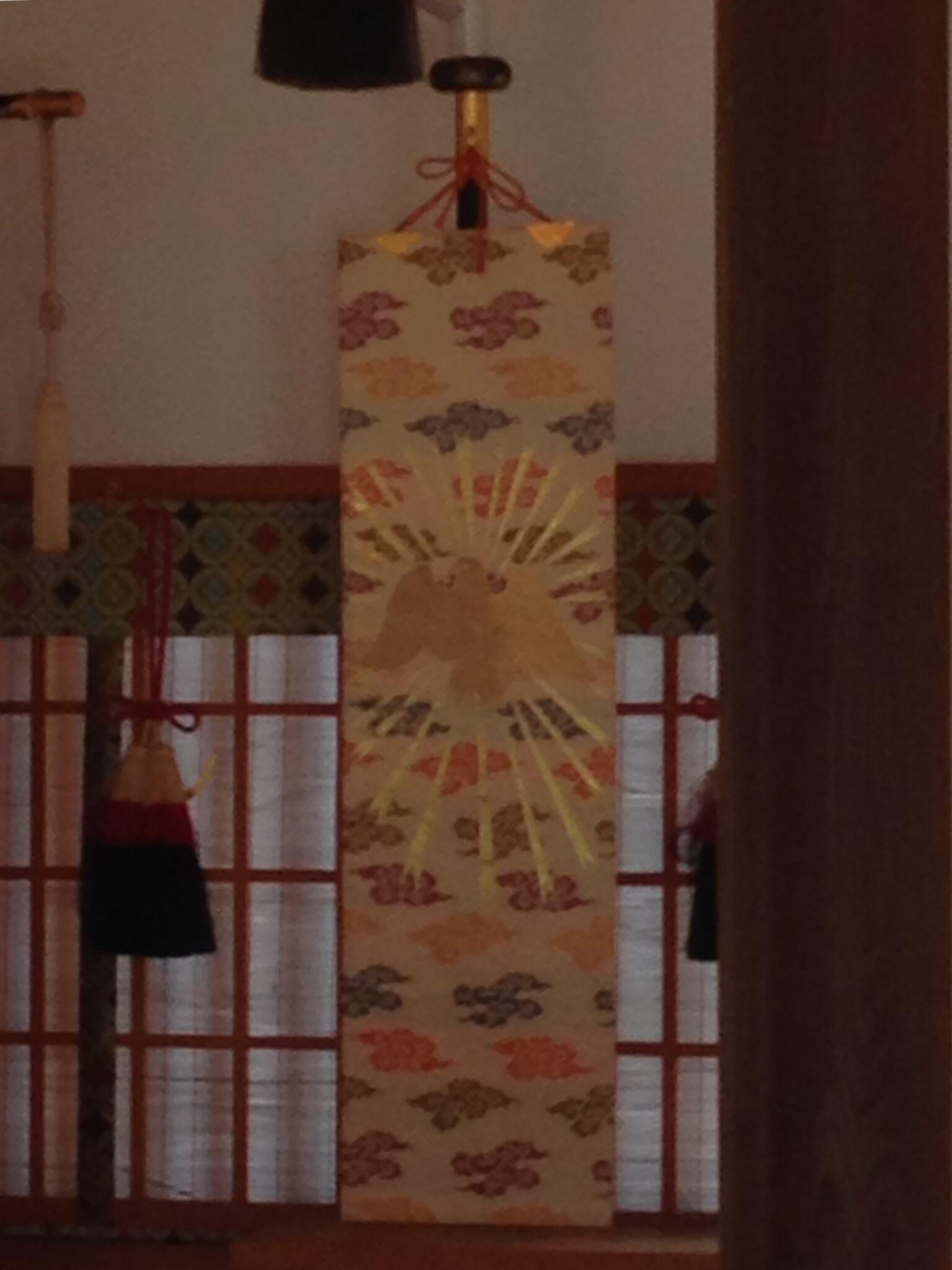
霊鵄形大錦旛（即位の礼複製品・神社展示用）大阪放出の阿遅速雄神社の展示品

霊鵄形大錦旛（れいしけいだいきんばん）は、天皇即位の礼に使用される大錦旛のひとつである。それには金色に輝く金鵄が刺繍されており、頭八咫烏形大錦旛（やたがらすだいきんばん）と対になっている。それらは、日（太陽）および月の象徴たる日像纛旛、月像纛旛の次に掲げられ、太陽や月に次ぐものとして極めて重用な位置に配置され、即位の礼でも重視されていることが窺い知れる。

## 商品に使われた金鵄

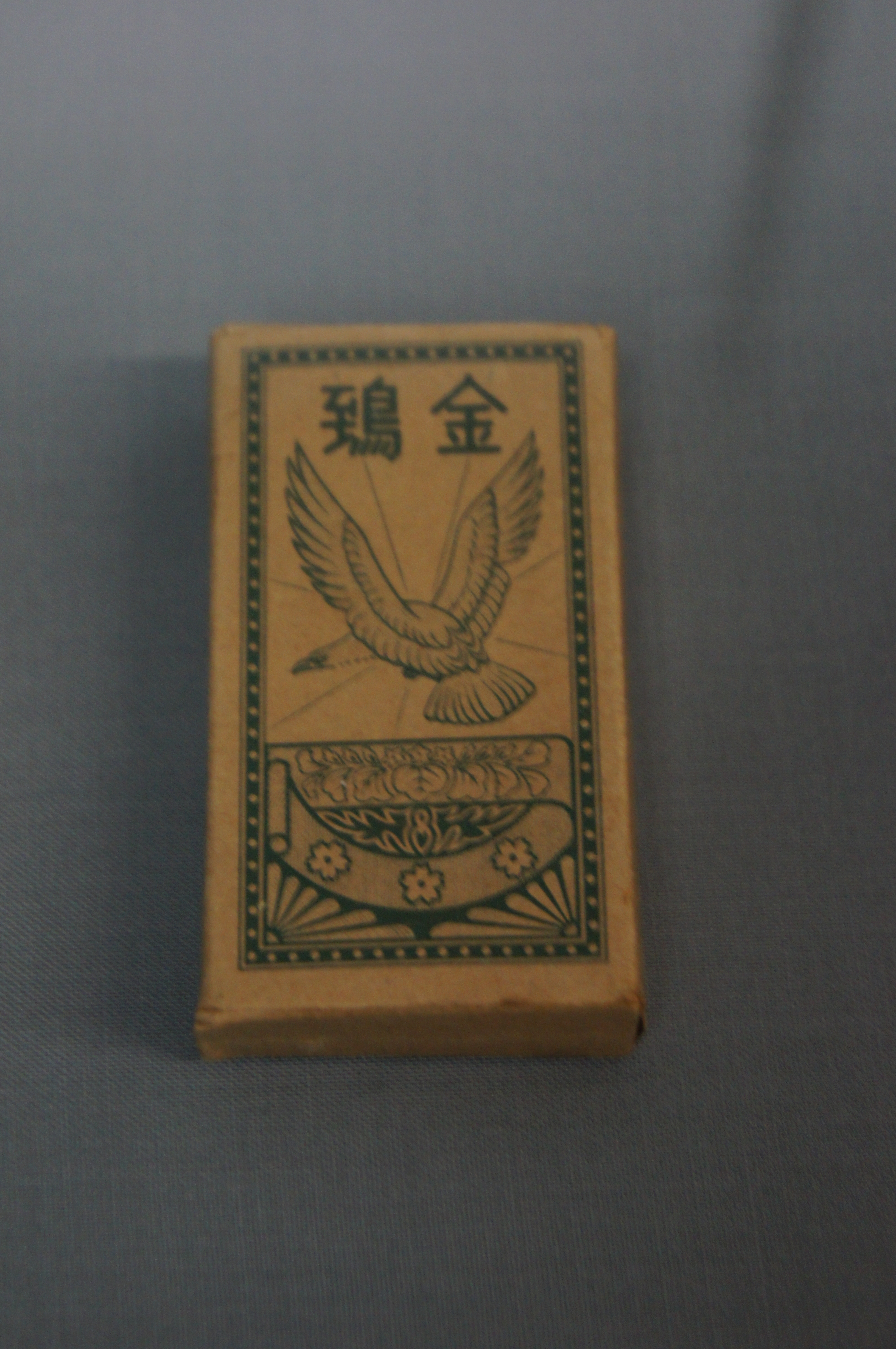
「金鵄」名時期のゴールデンバットの箱。

金鵄は戦わず光威徳で敵を降伏せしめた日本神話から、大変に縁起が良いとして明治以降、商品などに使用された。特に日本酒に多く、造り酒屋の金鵄盃酒造やキンシ正宗の「金鵄正宗」などがある。これらは、金鵄に化身したとされる賀茂一族の神社、賀茂御祖神社に献上されている。
また、紙巻きたばこの「ゴールデンバット」は、戦時中の敵性語追放の動きを受けて、1940年（昭和15年）から1949年（昭和24年）まで「金鵄」に改名されていた。
1941年（昭和16年）のパッケージには当初、神武天皇の弓が描かれていたが、これを捨てたり踏みつけることは不敬であるとの批判を受け、デザインの変更を余儀なくされたことがある。
金トビ志賀(製粉製麺業)の創業者である志賀八五郎は、空高く舞うトビの姿に事業の夢を重ね、小麦粉のマークを「トビ印」と定め、ふるさと名古屋の誇りである「金鯱（きんのしゃちほこ）」と、神武天皇の「金鵄（きんとび）」の故事にならい、最高品質の小麦粉を「金トビ」と名づけて売り出した。